# Untergruppenführer
Untergruppenführer was een zeldzame en kort gebruikte rang in de Sturmabteilung, deze rang heeft tussen 1929 en 1930 een aantal maanden bestaan. De rang werd gecreëerd als tussenrang tussen een SA-Oberführer en SA-Gruppenführer. De rang werd gehouden door de geselecteerde Oberführers, die het bevel zouden gaan voeren over de in 1929 voor het eerst gevormde SA-brigades. 
Er waren geen voorgeschreven rangonderscheidingstekens, dus de Untergruppenführer droeg nog steeds het uniform van een SA-Oberführer.
De rang van een Untergruppenführer werd in 1931 vervangen door die van een SA-Brigadeführer. Maar de Untergruppenführer bleef wel een "ad hoc" titel, die tot 1933 in de SA gebruikt was.